# Тина Кэй
Тина Кэй (англ. Tina Kay, род. 23 апреля 1985 года, Алитус, Литовская ССР) — порноактриса и модель ню литовского происхождения, проживающая в Великобритании.

## Биография
Родилась в апреле 1985 года в литовском городе Алитус. Вскоре переехала в Великобританию. Начала карьеру в фильмах для взрослых в 2011 году, в возрасте 26 лет (перед этим работала моделью, снимаясь для разных мужских журналов и сайтов, в том числе MET-Art).
В 2014 году была награждена премией UKAP в номинации «Исполнительница года», в следующем году была представлена в той же номинации.
В 2016 году была номинирована на AVN Awards в категории «Лучшая сцена секса в иностранном фильме» за роль в фильме League of Frankenstein.
В 2018 году была номинирована на премию XBIZ в категории «Лучшая иностранная исполнительница года».
Снялась более чем в 160 фильмах.

## Награды и номинации
| Год  | Церемония                   | Результат | Номинация                                              | Работа                 |
| ---- | --------------------------- | --------- | ------------------------------------------------------ | ---------------------- |
| 2014 | UKAP                        | Победа    | Исполнительница года                                   | -                      |
| 2015 | UKAP                        | Номинация | Исполнительница года                                   | -                      |
| 2016 | AVN Awards                  | Номинация | Лучшая сексуальная сцена в зарубежном фильме           | League of Frankenstein |
| 2017 | Spank Bank Awards           | Номинация | Импортная чародейка года                               | -                      |
| 2017 | Spank Bank Awards           | Номинация | Ручная кукла в натуральную величину                    | -                      |
| 2017 | Spank Bank Awards           | Номинация | Мастурбатор года                                       | -                      |
| 2017 | Spank Bank Awards           | Номинация | Самые трахаемые Ноги                                   | -                      |
| 2018 | XBIZ Award                  | Номинация | Лучшая иностранная исполнительница года                | -                      |
| 2018 | Spank Bank Awards           | Номинация | Европейская чародейка года                             | -                      |
| 2018 | Spank Bank Awards           | Номинация | Самые трахаемые ноги                                   | -                      |
| 2018 | Spank Bank Awards           | Номинация | Самая недооценённая развратница                        | -                      |
| 2018 | Spank Bank Technical Awards | Победа    | Самый сексуальный акцент, когда тебя трахают в задницу | -                      |
| 2019 | AVN Awards                  | Номинация | Лучшая иностранная исполнительница года                | -                      |
| 2020 | AVN Awards                  | Номинация | Лучшая иностранная исполнительница года                | -                      |
| 2021 | AVN Awards                  | Номинация | Лучшая иностранная исполнительница года                | -                      |
| 2022 | AVN Awards                  | Номинация | Лучшая иностранная исполнительница года                | -                      |